# 赫里索托弗洛夫卡站
赫里索托弗洛夫卡站（羅馬化：Khristoforovka）是俄羅斯薩哈林鐵路的一個車站，位於南薩哈林斯克境內。其前身為日治時期鐵道省樺太東線車站豐南站（日语：／ Toyonami eki */?）。

## 歷史
- 1922年9月16日 - 樺太鐵道局車站開業。
- 1941年4月1日 - 樺太鐵道國有化後路線再編，屬於樺太東線之一站。
- 1943年4月1日 - 南樺太内地化後，編入鐵道省（國有鐵道）。
- 1945年8月 - 蘇聯紅軍侵攻、佔領南樺太後，包含車站全線均被蘇聯紅軍所接收，更名赫里索托弗洛夫卡站。
- 1946年4月1日 - 編入蘇聯國鐵。

## 運行狀況
- 下行，落合站與敷香站各2條行駛，行駛上敷香站、行駛白浦站與行駛豐原站各1條。上行，行駛大泊站有6條與行駛大泊港站有1條。